# Isla de Dinágat
Dinágat es una isla situada en Filipinas, adyacente a la de Mindanao. Corresponde a la provincia de Islas de Dinagat situada en la Región Administrativa de Caraga, también denominada Región XIII.

## Geografía
Isla separada de la de Leyte por el angosto estrecho de Surigao que comunica el mar de Filipinas con el mar de Bohol, golfo de Leyte. Tiene aproximadamente 70 km de largo, en dirección norte-sur (de punta Desolación al canal de Gaboc ), y unos 25 km, de este-oeste, lo que supone una extensión superficial de 802,12 km².

"...una de las islas de Surigao, adscrita á la prov. de Caraga; se halla SIT. entre los 129° 12', y 129° 10' 50" long., 10° 14' 50", y 10° 25' lat.; tiene por un promedio 5 leg. de larga y 1 de ancha: de todos las de Surigao es la que avanza mas al N.; bastante inmediatas al O. tiene otras de menor consideración, entre ellas la de Caburao o Pasage, que dista 1 leg...."
Buzeta y Bravo, Tomo II, página DIN 18 DIN

Al oeste, en el estrecho de Surigao se encuentran, al norte la isla de Hibuson frente a bahía de Looc, cerrada por las islas de Kayosa y de Puyo; más al sur la bahía de Tubajón, la de Laganán...
Al este, en el mar de Filipinas, seno de Dinagat se encuentra la ría de Malinao,

### Comunicaciones
Un barco procedente de la ciudad de Surigao se detiene en los dos muelles de la isla, Tubajón en el norte y Cagdiánao en el sur. La duración del trayecto es 30 a 45 minutos. Desde cualquiera de los dos podemos acceder por la carretera que comunica Cagdiánao con Santiago, barrio de Loreto.